# Đuôi cụt đầu hung
Đuôi cụt đầu hung hay đuôi cụt gáy bạc, tên khoa học Hydrornis oatesi là một loài chim trong họ Pittidae.

## Phân loại
Loài này ban đầu được mô tả bởi nhà khoa học gia nghiệp dư nghiệp dư Allan Octavian Hume năm 1790. Bốn phân loài hiện đang được công nhận. H. o. Oatesi được tìm thấy từ Myanmar đến đông bắc Lào và đông nam Thái Lan. H. o. Castaneiceps được tìm thấy từ miền nam Trung Quốc đến miền Trung Lào và miền tây bắc Việt Nam. H. o. bolovenensis được tìm thấy ở miền Nam Lào và Việt Nam. H. o. deborah được tìm thấy ở rtung bộ bán đảo Malaysia. 

## Phân bố
Loài chim này được tìm thấy ở Trung Quốc, Lào, Malaysia, Myanmar, Thái Lan và Việt Nam. Môi trường sống tự nhiên của chúng là rừng ẩm vùng đất thấp nhiệt đới hoặc cận nhiệt đới và rừng thoái hóa nghiêm trọng. Nó thường được tìm thấy từ trên 800m. 